# Alfons Löseke
Alfons Löseke (* 26. April 1932 in Holsen; † 6. Juli 2021) war ein deutscher Politiker und Landtagsabgeordneter (CDU).

## Leben und Beruf
Nach dem Besuch der Volksschule besuchte er die Handelsschule und machte eine Ausbildung zum Industriekaufmann.  Von 1952 bis 1956 war er als kaufmännischer Angestellter in einem Betrieb in Lippstadt tätig. Von 1956 bis 1990 war er Kaufmännischer Leiter, Prokurist und Mitgesellschafter in einem mittelständischen Betrieb in Arnsberg. Von 1999 bis 2007 war er  Vorsitzender des Deutschen Siedlerbundes Westfalen-Lippe e. V. 

## Partei und Politik
Löseke wurde 1969 Mitglied der CDU. Vom 31. Mai 1990 bis zum 1. Juni 2000 war Löseke Mitglied des Landtags des Landes Nordrhein-Westfalen. Er wurde jeweils im  Wahlkreis 142 Hochsauerlandkreis I direkt gewählt. Dem Stadtrat der Stadt Arnsberg gehörte er von 1969 bis 2000 an und war dort lange Jahre Vorsitzender der CDU-Fraktion.

## Ehrungen
- 1988: Bundesverdienstkreuz am Bande[1]
- 1992: Ehrenring der Stadt Arnsberg[1]